# 江韋良
江韋良（Wind Chiang，1988年5月23日—），藝名韋良，舊藝名阿良，為台灣Channel V節目《模范棒棒堂》第二屆成員，加入《模范棒棒堂》前也曾拍過很多廣告，亦有戲劇演出經驗。在入選模三軍失敗後，2009年3月入伍，2010年2月7日退伍。2024年與無名小站出身的網美「小予」陳玟予登記結婚，2024年底兒子「小湯包」出生。

## 戲劇
- 2008年 波麗士大人 飾 李維凱(建中生)
- 2006年 花樣少年少女
- 2011年 勇士們 飾 陳力行
- 2006年 愛情經紀約 飾 工人
- 2015年 愛情不打烊 飾 顏偉翔
- 2017年 明星时代 飾 吴城

## 電影
- 玄奘大學學生電影-我不是超人（方邵宇）
- 跳躍吧！（江韋良）

## 外部連結
- 阿良個人部落格  （页面存档备份，存于）
- 阿良個人微博  （页面存档备份，存于）
- 阿良官方臉書粉絲專頁 （页面存档备份，存于）